# Meteorus jaculator
Meteorus jaculator är en stekelart som först beskrevs av Alexander Henry Haliday 1835.  Meteorus jaculator ingår i släktet Meteorus och familjen bracksteklar. Arten är reproducerande i Sverige. Utöver nominatformen finns också underarten M. j. turcicus.